# Infanterie-Division Milowitz
La Infanterie-Division Milowitz fu una divisione dell'esercito tedesco attiva durante la seconda guerra mondiale.

## Storia
La divisione fu costituita il 27 gennaio 1944 nell'area di addestramento militare di Milowitz, a nord-est di Praga da parti della 173. Infanterie-Division, il piano originale era di incorporare la divisione nella 74. Infanterie-Division, tuttavia questo piano fu abbandonato all'inizio di febbraio e la 74. Infanterie-Division non fu costituita. A febbraio alcuni elementi della divisione furono assegnati alla 320. Infanterie-Division, mentre altre unità si unirono alla 106. Infanterie-Division. L'11 marzo 1944, le restanti parti della divisione furono utilizzate per rinfrescare la 389. Infanterie-Division, il resto della divisione fu rimandato sul posto e formò il personale della neonata 237. Infanterie-Division tra metà giugno e inizio luglio 1944.

## Ordine di battaglia
- Grenadier-Regiment Milowitz 1
- Grenadier-Regiment Milowitz 2
- Artillerie-Abteilung Milowitz
- Pionier-Bataillon Milowitz[1]